# Quartier Chevreul-Parc
Le quartier du Chevreul-Parc est un quartier de Dijon situé au Sud-Est de la ville entre l'hypercentre et la banlieue Longvic. Il est très prisé par les Dijonnais avec ses allées du parc ainsi que le parc de la Colombière. La place du Président-Wilson représente l'entrée du quartier depuis le centre-ville. 
Le quartier Chevreul-Parc est découpé en plusieurs secteurs :  Faubourg Saint-Pierre, Allées du Parc, Castel, Chevreul, Jardin des Maraichers,  Greuze, Lentillères, Parc, Petit-Citeaux, Poussots et Stéarinerie.

## Description

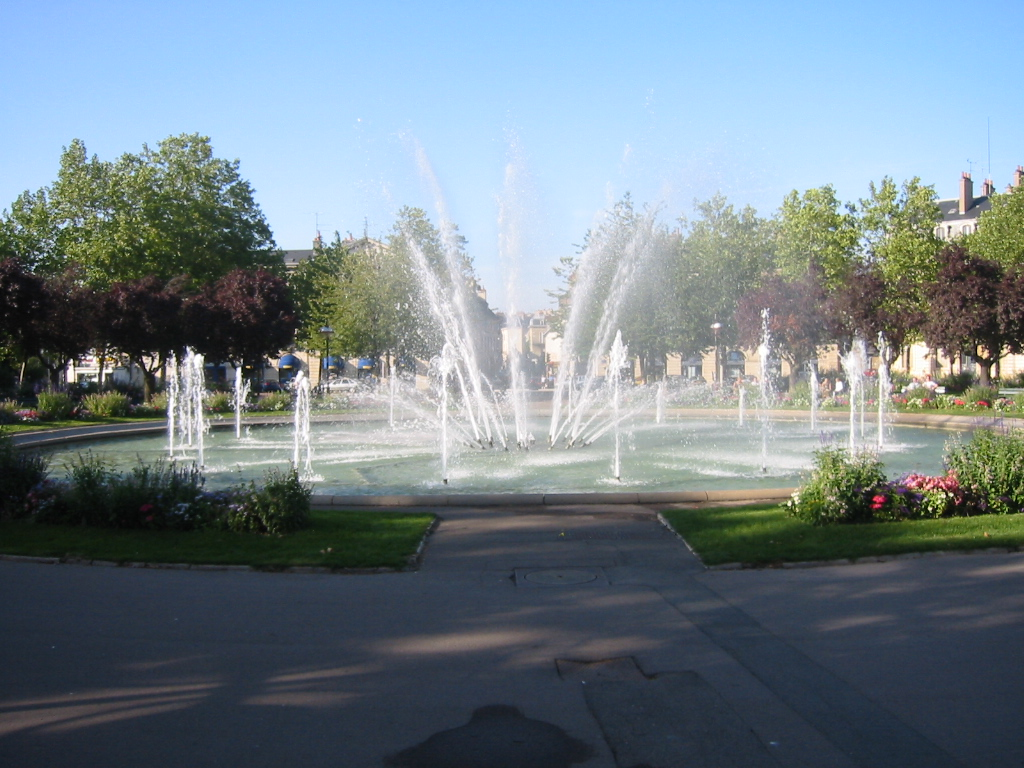
La place du Président-Wilson, porte d'entrée du Quartier du Parc depuis le centre-ville.

Le quartier s'est développé progressivement par lotissements successifs. Il s'agit essentiellement d'un quartier résidentiel plutôt aisé, notamment sur le Cours du Général de Gaulle et le Cours du Parc, deux grosses artères de deux kilomètres qui s'étendent de la place du Président-Wilson au parc de la Colombière, et qui comptent les plus belles demeures de Dijon.
Il comporte également de grands équipements tels que : le lycée Saint-Joseph et le lycée du Castel, les installations liées au fonctionnement du chemin de fer et celles d'Edf-Gdf, la piscine du Carrousel, la Clinique Drevon, Le Consortium et le Parc de la Colombière, véritable poumon vert de la ville et lieu de promenade favori des Dijonnais.

## Historique
Il n'était qu'une plaine agricole jusqu'au XVIIIe siècle traversée du nord au sud par l'Ouche.
Ce quartier était une plaine agricole jusqu'au XVIIIe siècle. Cependant, dès le Xe siècle, des moulins s'installent sur le cours de la rivière et des ponts furent construits.
Le quartier est lié : au tracé à l'aménagement du Parc de la Colombière au XVIIe siècle, avec ses allées considérées d'après Louis XIV comme: "la plus belle allée de mon royaume", à l'histoire du vaste domaine du Castel progressivement morcelé et qui depuis 1963 accueille le lycée du Castel, aussi à la construction du canal de Bourgogne à la fin du XVIIIe siècle, mais également au passage de la ligne de chemin de fer en 1850 et à l'aménagement du boulevard périphérique vers 1970.

## Secteur Allées du Parc
"Les allées du parc" est une grande Rue droite s'entendant du Sud de la place Wilson jusqu'au parc de la Colombière. Cette rue est connu pour ses demeures assez luxueuse ainsi qu'une belle verdure

## Infrastructures

### Écoles
- École élémentaire privée Saint-Pierre
- École Maternelle et élémentaire Chevreul
- École Maternelle Colombière
- École Maternelle Petit-Bernard
- École Maternelle Petit Cîteaux

### Collèges et Lycées
- Collège des Lentillères
- Collège du Parc
- Collège privé St-Joseph-St-Ursule
- Lycée le Castel
- Lycée privé Saint-Joseph

### Écoles supérieures et Universités
- INSPE Dijon

### Hôpitaux et cliniques
- Clinique Drevon

### Lieux de culte
- Chapelle Saint Louis
- Église Saint-Paul de Dijon
- Mosquée El Khir

### Musées
- Le Consortium

### Parcs et jardins
- Parc de la Colombière
- Square Chevreul
- Square Clément Janin
- Square du Petit Citeaux

### Prison
- Maison d'arrêt de Dijon

### Sport
- Piscine du Carrousel
- Stade des Poussots